# On the cultivation of the plants belonging to the natural order of Proteeae
On the cultivation of the plants belonging to the natural order of Proteeae est un ouvrage du jardinier Joseph Knight publié en 1809. Censé au départ parler des techniques de culture des plantes de la famille des Proteaceae, il ne comprend que 13 pages à ce sujet, le reste étant une révision taxonomique à l'origine non attribuée, mais aujourd'hui connue pour avoir été écrite par le botaniste Richard Anthony Salisbury.
La publication de ce document a déclenché l'un des conflits les plus tristes de la botanique du XIXe siècle en Angleterre, parce que Salisbury a utilisé dans cette publication de nombreux noms de plantes que Robert Brown avait l'intention de publier dans son propre ouvrage, On the natural order of plants called Proteaceae (en). L'article de Brown avait été lu à la Linnean Society of London au début de 1809, lors d'une session à laquelle Salisbury avait assisté, mais son ouvrage n'avait pas encore été imprimé. En publiant ce document avant Brown, Salisbury revendique son antériorité pour la description de nombreuses espèces. À la suite de cela, Salisbury est accusé de plagiat et mis au ban des cercles botaniques. Il a surtout choqué beaucoup de ses contemporains.